# Mesjasz (powieść)
Mesjasz – nieopublikowana, zaginiona powieść Brunona Schulza, mająca opowiadać o przybyciu mesjasza do Drohobycza. 

W założeniu autora miało to być jego najważniejsze dzieło. Według Artura Sandauera, który zapoznał się z utworem podczas II wojny światowej, pierwsze zdanie Mesjasza brzmiało: 
Wiesz – powiedziała mi rano matka. – Przyszedł Mesjasz. Jest już w Samborze.
Pracę nad utworem Schulz rozpoczął już po publikacji Sklepów cynamonowych. W 1934 roku w „Wiadomościach Literackich” ukazało się opowiadanie Genialna epoka, mające według dopisku autorskiego stanowić fragment powstającej powieści. Opowiadanie to zostało jednak ostatecznie włączone do zbioru Sanatorium pod Klepsydrą. Nigdy nie ukazały się inne części Mesjasza, podejrzewa się jednak, że utwór mógł być już znacznie bardziej rozbudowany, może nawet gotowy. 
Według Jerzego Ficowskiego, badacza Schulza i poszukiwacza pamiątek po pisarzu, Schulz przekazał manuskrypt jednemu ze swoich przyjaciół w 1941 roku, został jednak przejęty przez gestapo, a następnie przez KGB. Po wojnie anonimową ofertę kupna zaginionego Mesjasza otrzymał Alex Schulz, kuzyn pisarza, zmarł jednak przed ukończeniem transakcji. Zakup zaoferowano również anonimowo ambasadorowi Szwecji, który do udziału w kupnie rękopisu, przetrzymywanego podobno w archiwach KGB, zaprosił Jerzego Ficowskiego. Ambasador zmarł jednak przed uzyskaniem wizy pozwalającej mu udać się na Ukrainę, gdzie miało dojść do transakcji. Tym samym ponownie nie doszło do zakupu Mesjasza. 
Obecnie rękopis pozostaje zaginiony i na razie nie pojawiły się nowe informacje pozwalające na jego odnalezienie.
Poszukiwania zaginionego rękopisu stanowią temat fabularnej powieści Cynthii Ozick Mesjasz ze Sztokholmu.
Mesjasz Brunona Schulza był inspiracją dla eksperymentalnego utworu elektroakustycznego Jakuba Kisielińskiego, mającego premierę na antenie Polskiego Radia w 2013 roku.